# Luís Sobrinho
Luís Fernandes Peixoto Gonçalves Sobrinho (ur. 25 maja 1961 w Setúbal) – piłkarz portugalski grający na pozycji środkowego obrońcy.

## Kariera klubowa
Karierę piłkarską Sobrinho rozpoczął w klubie Vitória Setúbal. W sezonie 1980/1981 zadebiutował w jego barwach w pierwszej lidze portugalskiej. Piłkarzem Vitórii był przez dwa lata. Przed sezonem 1982/1982 przeszedł do FC Porto, ale po sezonie wrócił do Vitórii, w której grał przez kolejne dwa sezony. W 1985 roku odszedł do CF Os Belenenses. W 1986 roku wystąpił z nim w finale krajowego pucharu. Z kolei w 1988 roku zajął 3. miejsce w lidze, a rok później zdobył Puchar Portugalii.
W 1989 roku Sobrinho został piłkarzem francuskiego Racing Club de France, beniaminka Ligue 1. W Racingu grał przez rok, jednak na koniec sezonu 1989/1990 spadł z nim do Ligue 2. W 1990 roku ponownie został piłkarzem Vitórii Setúbal. W 1992 roku przeszedł do FC Paços de Ferreira, a po roku gry w tym klubie przeniósł się do FC Felgueiras. W 1994 roku zakończył karierę piłkarską.

## Kariera reprezentacyjna
W reprezentacji Portugalii Sobrinho zadebiutował 16 listopada 1988 roku w wygranym 1:0 meczu eliminacji do Mistrzostw Świata we Włoszech z Luksemburgiem. Wcześniej w 1986 roku został powołany przez selekcjonera Joségo Augusto Torresa do kadry Portugalii na Mistrzostwa Świata w Meksyku, gdzie był rezerwowym i nie rozegrał żadnego spotkania. Od 1988 do 1989 roku rozegrał w kadrze narodowej 8 spotkań.